# Мальм, Теодор
Брур Теодор Мальм (швед. Bror Theodor Malm; 23 октября 1889, Стокгольм — 2 октября 1950, Стокгольм) — шведский футболист, защитник. Выступал за национальную сборную Швеции. Участник Олимпийских игр 1908 и 1912 годов.

## Биография
В 1904 году в возрасте четырнадцати лет начал выступать за третью команду АИК, а с 1905 года стал игроком основной команды. Вместе со столичным клубом трижды становился чемпионом Швеции. В 1914 году был признан лучшим футболистом Стокгольма в опросе читателей газеты «Nordiskt Idrottslif».
В 1908 году был выбран отборочной комиссией национальной сборной Швеции по футболу в состав на первый матч сборной. В этом матче, состоявшемся 12 июля, Швеция разгромила сборную Норвегии со счётом 11:3.
В октябре 1908 года участвовал в Олимпийских играх 1908 года. На турнире принял участие в двух встречах: с Великобританией (1:12) и Нидерландами (0:2).
Также был в составе сборной на Олимпийских играх 1912 года, но участия в матчах не принимал.
В 1921 году перешёл в «Сундсвалль», где отыграл два сезона.
Параллельно с игрой в футбол, выступал за АИК и в соревнованиях по хоккею с мячом. Вместе с командой дважды становился чемпионом Швеции.
После завершения карьеры игрока работал в АИК менеджером команды.
Умер 2 октября 1950 года в Стокгольме.

## Достижения
АИК
- Чемпион Швеции: 1911, 1914, 1916